# Per Sjöblom
Per Sjöblom (?–?) svéd nemzetközi labdarúgó-játékvezető.

## Pályafutása

### Nemzeti játékvezetés
Nemzeti labdarúgó-szövetségének megfelelő játékvezető bizottsága minősítése alapján lett az 1. Liga játékvezetője. Küldési gyakorlat szerint rendszeres partbírói szolgálatot végzett.

### Nemzetközi játékvezetés
A Svéd labdarúgó-szövetség Játékvezető Bizottsága (JB) terjesztette fel nemzetközi játékvezetőnek, a Nemzetközi Labdarúgó-szövetség (FIFA) 1912-től tartotta nyilván bírói keretében. Több nemzetek közötti válogatott és klubmérkőzést vezetett, vagy működő társának partbíróként segített. A  nemzetközi játékvezetéstől 1912-ben búcsúzott. Válogatott mérkőzéseinek száma: 3.

#### Olimpiai játékok
Az  1912. évi nyári olimpiai játékok labdarúgó tornáján a FIFA JB bírói szolgálatra alkalmazta. Partbírói feladatot nem kellett ellátnia. A Svéd labdarúgó-szövetség Játékvezető Bizottsága az élvonalbeli játékvezetők közül biztosította a partbírókat.
| Időpont          | Helyszín                      | Mérkőzés típusa       | Mérkőzés               | Eredmény | Nézők száma |
| ---------------- | ----------------------------- | --------------------- | ---------------------- | -------- | ----------- |
| 1912. június 30. | Városi Stadion, Traneberg     | 2. forduló            | Finnország–Oroszország | 2 – 1    | 7000        |
| 1912. július 1.  | Városi Stadion, Traneberg     | vigaszág (1. forduló) | Ausztria–Norvégia      | 1 – 0    | 200         |
| 1912. július 4.  | Råsunda Stadion, Solna község | bronzmérkőzés         | Hollandia–Finnország   | 9 – 0    | 1000        |